# Ayn al-Hayat Ahmad
Ayn al-Hayat Ahmad (en árabe: عين الحياة احمد‎; en turco: Aynülhayat Ahmed; 5 de octubre de 1858 - 12 de agosto de 1910; significa ‘manantial de vida’)  fue una princesa egipcia miembro de la dinastía de Mehmet Alí. Fue la primera esposa del sultán Hussein Kamel de Egipto.

## Primeros años
La princesa Ayn-al-Hayat nació el 5 de octubre de 1858 y era hija única del príncipe Ahmad Rifaat Pasha (1825 - 1858) y su consorte Dilbar Jihan Qadin (fallecida en 1900).
Tuvo dos hermanastros mayores, el príncipe Ibrahim Fahmi Pasha (1847 - 1893) y el príncipe Ahmad Kamal Pasha (1857 - 1907). El príncipe Ahmad Kamal era un hombre muy estimado por su amor a la justicia y la austeridad de su vida. Ayn al-Hayat era aún una niña cuando su padre encontró su trágico final.  Morena, menuda y vivaz, tenía un gran encanto. Su tío, el Jedive Ismail, la apreciaba mucho y se interesó personalmente por su educación.

## Matrimonio
Para introducir a Ayn al-Hayat en el estudio Isma'il solía decir: «Si realmente te esfuerzas en aprender tus lecciones y todos tus maestros están satisfechos, te casaré con mi hijo Hussein». Ayn al-Hayat, de niña estaba tan encantada con la idea que una vez, cuando tenía doce años, salió corriendo al encuentro de su tío, que había venido a verla, diciendo: «Hoy todos mis maestros están contentos. Ahora, ¿puedo casarme con Hussein Agha bey?» El matrimonio tuvo lugar en 1873. El príncipe Hussein se dedicó a su esposa, que al principio parecía ser feliz. Los dos juntos tuvieron cuatro hijos de los cuales solo dos sobrevivieron, un hijo, el príncipe  Kamal el Dine Hussein, nacido el 20 de diciembre de 1874, y una hija, la princesa Kazima Hanim, nacida el 16 de julio de 1876. Mientras que los dos hijos menores, una hija, la princesa Kamila Hanim, y un hijo, el príncipe Ahmed Kazim, murieron jóvenes. Entonces, de repente, insistió en el divorcio y obtuvo la libertad. La princesa Ayn-al-Hayat nunca volvió a casarse.

## Organización
Se la recuerda como fundadora y primera presidenta de la Sociedad Benéfica Muhammad Ali en 1909. Los miembros de su comunidad eran todos mujeres, algo hasta entonces inaudito en los anales de Oriente Próximo. Los asesores médicos y financieros eran los únicos hombres consultados. La sociedad comenzó abriendo un dispensario para mujeres y niños en el populoso barrio situado detrás del Palacio de Abdín. Los fondos procedían principalmente de los propios recursos de la princesa y de donaciones de la familia Khedival, tal y como existía entonces. Según las reglas de la sociedad, la presidenta debía ser siempre una princesa de la familia reinante.

## Muerte y secuelas
La princesa Ayn al-Hayat murió el 12 de agosto de 1910 en París, Francia y fue enterrada en el mausoleo de Hosh al-Basha, Imam al-Shafi'i, El Cairo. Tras su muerte, la princesa Nazli Sabri se convirtió en presidenta de la Sociedad Benéfica Muhammad Ali. La siguió Fawzia de Egipto, que fue la presidenta de la organización procedente de la casa real.

## Descendencia
Junto con Hussein Kamil, Ayn al-Hayat tuvo cuatro hijos:
- Príncipe Kamal el Dine Hussein[7] (El Cairo, 20 de diciembre de 1874 – Toulouse, Francia, 6 de agosto de 1932 y enterrado en un mausoleo en las colinas de Muqattam, se casó y tuvo descendencia;;[6]
- Princesa Kazima Hanim[7] (16 de julio de 1876 - Roma, 29 de enero de 1921 y enterrado en la Mezquita de Al Rifa'i, El Cairo, soltero y sin descendencia;[6]
- Princesa Kamila Hanim (fallecida joven);[5][8]
- Príncipe Ahmed Kazim (fallecido joven);[5][8]